# Johann Wolfgang Döbereiner
Johann Wolfgang Döbereiner (Hof, 13 dicembre 1780 – Jena, 24 marzo 1849) è stato un chimico tedesco.
È conosciuto principalmente per il lavoro che abbozzò la legge periodica degli elementi chimici.

## Biografia
Come figlio di un cocchiere, Döbereiner ebbe poche opportunità di istruzione formale, quindi egli fu apprendista di un farmacista, lesse molto e assistette a lezioni di scienze. Nel 1810 diventò un professore presso l'Università di Jena. Durante le sue ricerche che cominciò nel 1829, Döbereiner scoprì degli andamenti in alcune proprietà di gruppi selezionati di elementi. Ad esempio la massa atomica media del litio e del potassio era vicino alla massa atomica del sodio. Trovò risultati similari analizzando i seguenti gruppi di tre elementi:
- calcio, stronzio, e bario;
- zolfo, selenio, e tellurio:
- cloro, bromo, e iodio.

Inoltre, le densità di alcuni di questi gruppi di elementi seguivano un andamento analogo. Questi insiemi di elementi divennero noti come "triadi di Döbereiner". Lavorò anche con elementi come lo scandio, nel tentativo di trovare una cura per malattie come la rabbia.

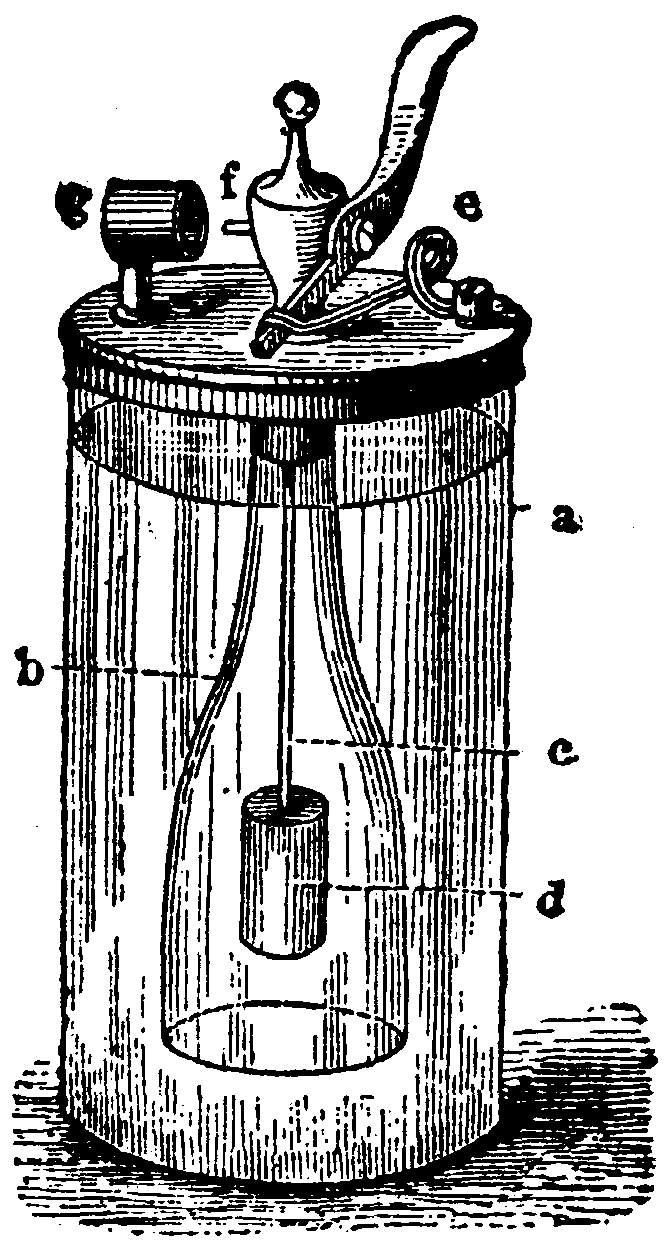
Lampada di Döbereiner

Döbereiner è anche noto per la sua scoperta del furfurale, per le sue ricerche sull'uso del platino come catalizzatore e di un dispositivo con funzioni di accendino, conosciuto come la lampada di Döbereiner.
Lo scrittore tedesco Goethe era un amico di Döbereiner, frequentava le sue lezioni settimanali e utilizzò le sue teorie di affinità chimiche come base per i suoi famosi romanzi del 1809 ("Le affinità elettive").